# Dufourea longiceps
Dufourea longiceps är en biart som beskrevs av Richard Mitchell Bohart 1948. Dufourea longiceps ingår i släktet solbin, och familjen vägbin. Inga underarter finns listade i Catalogue of Life.